# American Le Mans Series
De American Le Mans Series (ALMS) is een endurance kampioenschap in de Verenigde Staten en Canada. Het is de Amerikaanse variant op de Europese Le Mans Series. Ook in dit kampioenschap zijn er vier verschillende klassen: LMP1, LMP2, GT1 en GT2. Duur van de race varieert tussen 1 uur 40 minuten en 24 uur. 

## Geschiedenis
De ALMS werd opgericht in 1999 door Don Panoz. Het seizoen begon met de 24 uur van Sebring en eindigde op de Las Vegas Motor Speedway. Deze klasse rijdt vaak op dezelfde  tijdelijke wegcircuits waar de Champ Car en de IRL ook rijden. Het wordt sinds 2001 georganiseerd door de IMSA.

## Kampioenen
|      |          | LMP/LMP900/LMP1              | LMP675/LMP2                     | GTS/GT1                                    | GT/GT2                        |                                   |
| ---- | -------- | ---------------------------- | ------------------------------- | ------------------------------------------ | ----------------------------- | --------------------------------- |
| 1999 | Team     | Panoz Motorsports            |                                 | Viper Team Oreca                           | Prototype Technology Group    |                                   |
| 1999 | Coureurs | Elliott Forbes-Robinson      |                                 | Olivier Beretta                            | Cort Wagner                   |                                   |
| 2000 | Team     | Audi Sport North America     |                                 | Viper Team Oreca                           | Dick Barbour Racing           |                                   |
| 2000 | Coureurs | Allan McNish                 |                                 | Olivier Beretta                            | Dirk Müller                   |                                   |
| 2001 | Team     | Audi Sport North America     | Dick Barbour Racing             | Corvette Racing                            | BMW Motorsport                |                                   |
| 2001 | Coureurs | Emanuele Pirro               | Didier de Radigues              | Terry Borcheller                           | Jörg Müller                   |                                   |
| 2002 | Team     | Audi Sport North America     | KnightHawk Racing               | Corvette Racing                            | Alex Job Racing               |                                   |
| 2002 | Coureurs | Tom Kristensen               | Jon Field                       | Ron Fellows                                | Lucas Luhr Sascha Maassen     |                                   |
| 2003 | Team     | Infineon Team Joest          | Dyson Racing                    | Corvette Racing                            | Alex Job Racing               |                                   |
| 2003 | Coureurs | Frank Biela Marco Werner     | Chris Dyson                     | Ron Fellows Johnny O'Connell               | Lucas Luhr Sascha Maassen     |                                   |
| 2004 | Team     | ADT Champion Racing          | Miracle Motorsports             | Corvette Racing                            | Alex Job Racing               |                                   |
| 2004 | Coureurs | Marco Werner JJ Lehto        | Ian James                       | Ron Fellows Johnny O'Connell               | Timo Bernhard                 |                                   |
| 2005 | Team     | ADT Champion Racing          | Intersport Racing               | Corvette Racing                            | Petersen/White Lightning      |                                   |
| 2005 | Coureurs | Frank Biela Emanuele Pirro   | Clint Field                     | Olivier Beretta Oliver Gavin               | Patrick Long Jörg Bergmeister |                                   |
| 2006 | Team     | Audi Sport North America     | Penske Racing                   | Corvette Racing                            | Risi Competizione             |                                   |
| 2006 | Coureurs | Rinaldo Capello Allan McNish | Lucas Luhr Sascha Maassen       | Olivier Beretta Oliver Gavin               | Jörg Bergmeister              |                                   |
| 2007 | Team     | Audi Sport North America     | Penske Racing Porsche           | Corvette Racing                            | Risi Competizione             |                                   |
| 2007 | Coureurs | Rinaldo Capello Allan McNish | Romain Dumas Timo Bernhard      | Olivier Beretta Oliver Gavin               | Mika Salo Jaime Melo, Jr.     |                                   |
| 2008 | Team     | Audi Sport North America     | Penske Racing Porsche           | Corvette Racing                            | Flying Lizard Motorsport      |                                   |
| 2008 | Coureurs | Lucas Luhr Marco Werner      | Romain Dumas Timo Bernhard      | Jan Magnussen Johnny O'Connell             | Jörg Bergmeister Wolf Henzler |                                   |
|      |          | LMP1                         | LMP2                            | GT                                         | Challenge                     |                                   |
| 2009 | Team     | Patrón Highcroft Racing      | Lowe's Fernández Racing         | Flying Lizard Motorsports                  | Snow Racing                   |                                   |
| 2009 | Coureurs | Scott Sharp David Brabham    | Adrián Fernández Luis Díaz      | Patrick Long Jörg Bergmeister              | Martin Snow Melanie Snow      |                                   |
|      |          | LMP                          | LMP                             | LMPC                                       | GT                            | GTC                               |
| 2010 | Team     | Patrón Highcroft Racing      | Patrón Highcroft Racing         | Level 5 Motorsports                        | BMW Rahal Letterman Racing    | Black Swan Racing                 |
| 2010 | Coureurs | Simon Pagenaud David Brabham | Simon Pagenaud David Brabham    | Scott Tucker                               | Patrick Long Jörg Bergmeister | Tim Pappas Jeroen Bleekemolen     |
|      |          | LMP1                         | LMP2                            | LMPC                                       | GT                            | GTC                               |
| 2011 | Team     | Dyson Racing                 | Level 5 Motorsports             | CORE Autosport Genoa Racing                | BMW Team RLL                  | Black Swan Racing                 |
| 2011 | Coureurs | Chris Dyson Guy Smith        | Christophe Bouchut Scott Tucker | Ricardo González Gunnar Jeannette Eric Lux | Dirk Müller Joey Hand         | Tim Pappas                        |
|      |          | P1                           | P2                              | PC                                         | GT                            | GTC                               |
| 2012 | Team     | Muscle Milk Pickett Racing   | Level 5 Motorsports             | CORE Autosport                             | Corvette Racing               | Alex Job Racing                   |
| 2012 | Coureurs | Klaus Graf Lucas Luhr        | Christophe Bouchut Scott Tucker | Alex Popow                                 | Oliver Gavin Tommy Milner     | Cooper MacNeil                    |
| 2013 | Team     | Muscle Milk Pickett Racing   | Level 5 Motorsports             | CORE Autosport                             | Corvette Racing               | Flying Lizard Motorsports         |
| 2013 | Coureurs | Klaus Graf Lucas Luhr        | Scott Tucker                    | Mike Guasch                                | Antonio García Jan Magnussen  | Jeroen Bleekemolen Cooper MacNeil |